# Muskelkraft-Hubschrauber

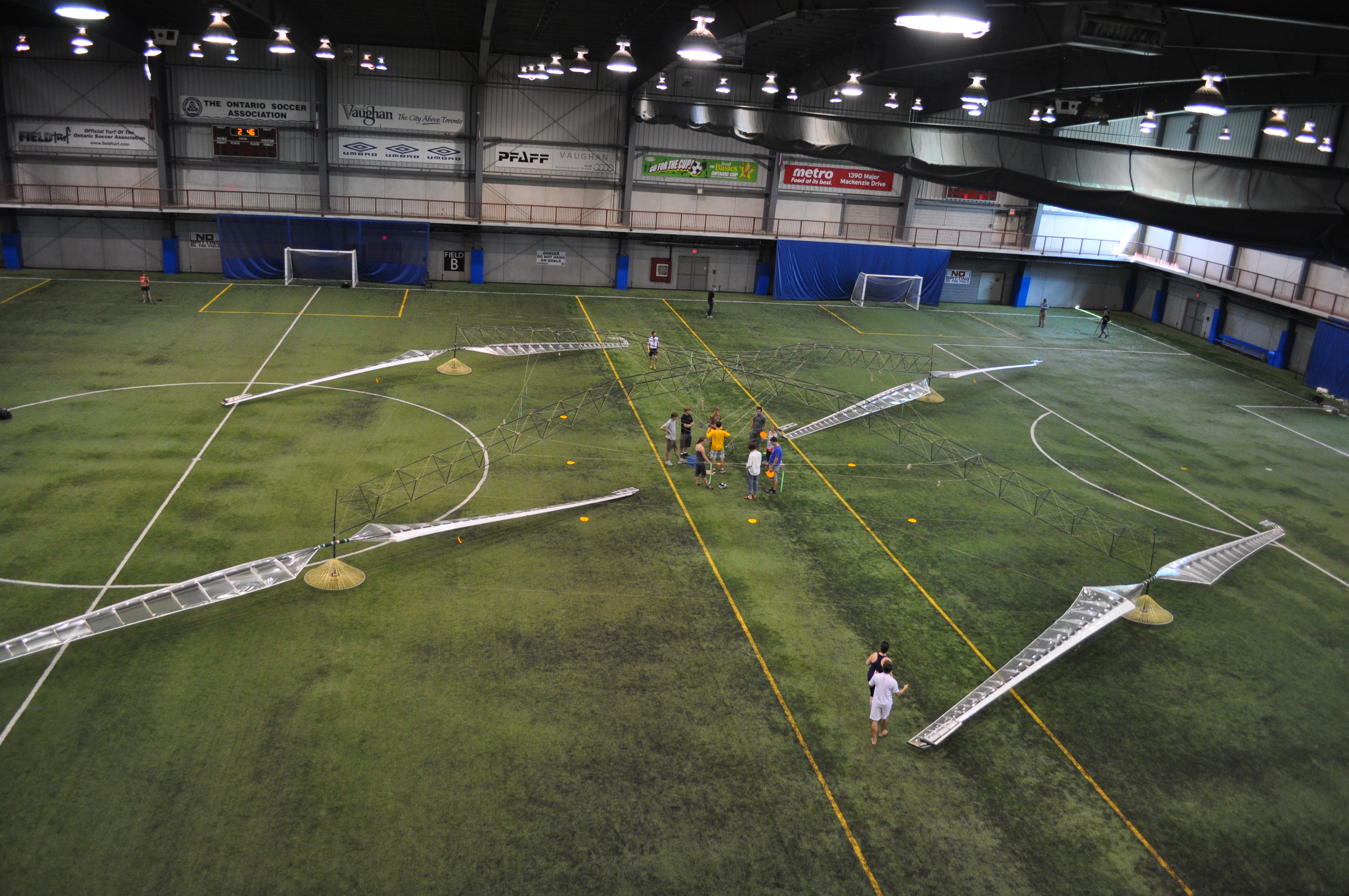
Der Hubschrauber „Atlas“ von AeroVelo

Ein Muskelkraft-Hubschrauber ist ein experimenteller Hubschrauber, der ausschließlich per Muskelkraft angetrieben wird, wobei der Pilot einen Rotor meist über Pedale antreibt. Muskelkraft-Hubschrauber gehören zu den muskelkraftbetriebenen Luftfahrzeugen. Im Gegensatz zu Muskelkraft-Flugzeugen eignen sich die bisher gebauten Muskelkraft-Hubschrauber allerdings nicht zur Fortbewegung.
Um den Hubschrauber fliegen zu können, wird wie bei allen Hubschraubern ein niedriges Leistungsgewicht angestrebt, wozu vor allem neben der hohen Leistungsfähigkeit des „Piloten“ ein geringes Gewicht des Geräts notwendig ist. Daneben müssen Rotoren mit hohem Wirkungsgrad verwendet werden, was bedeutet, dass diese einen hohen dynamischen Auftrieb bei geringem Strömungswiderstand liefern sollen.

## Geschichte

### Entwürfe

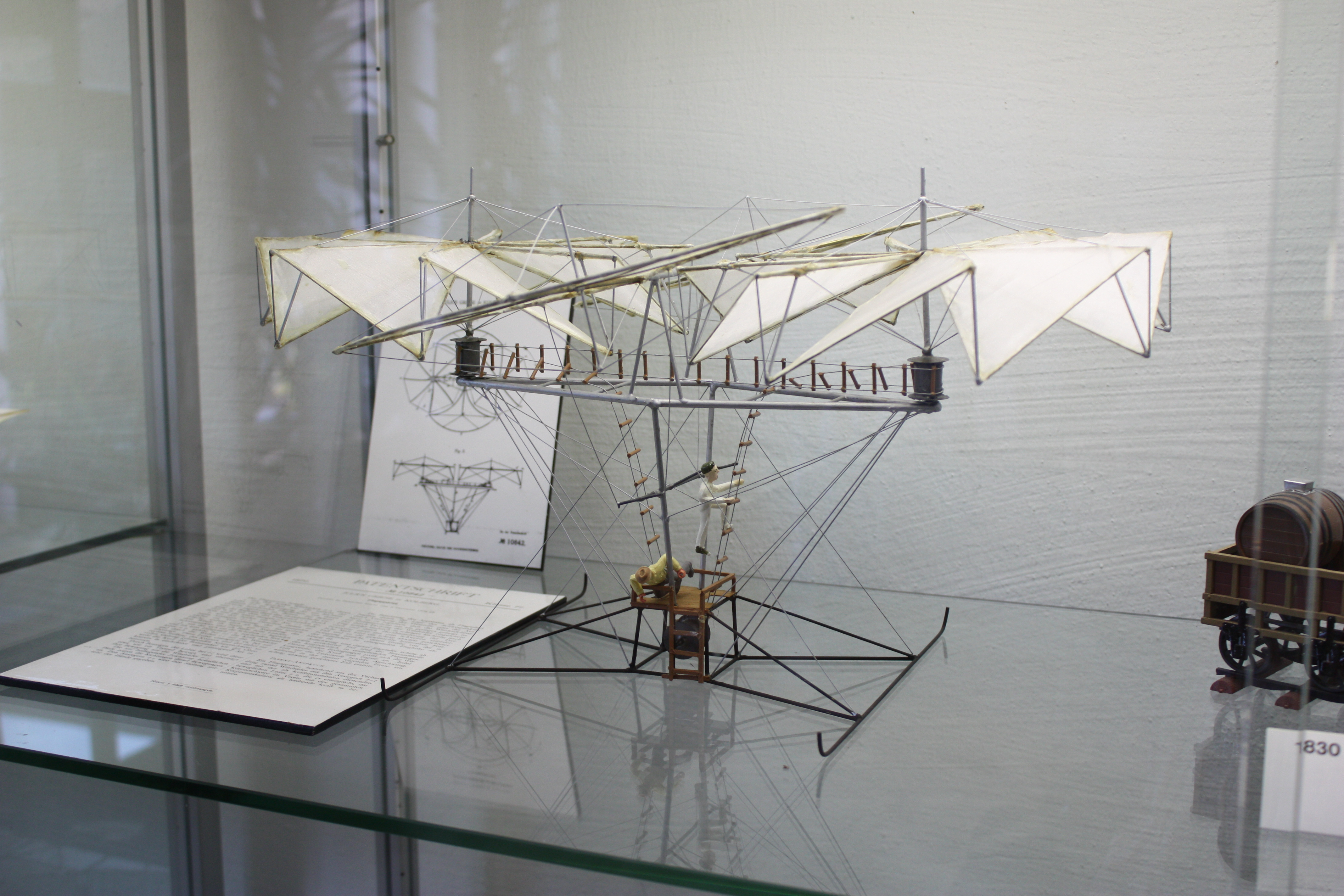
Modell des Entwurfs von Julius Griese von 1879, Hubschraubermuseum Bückeburg

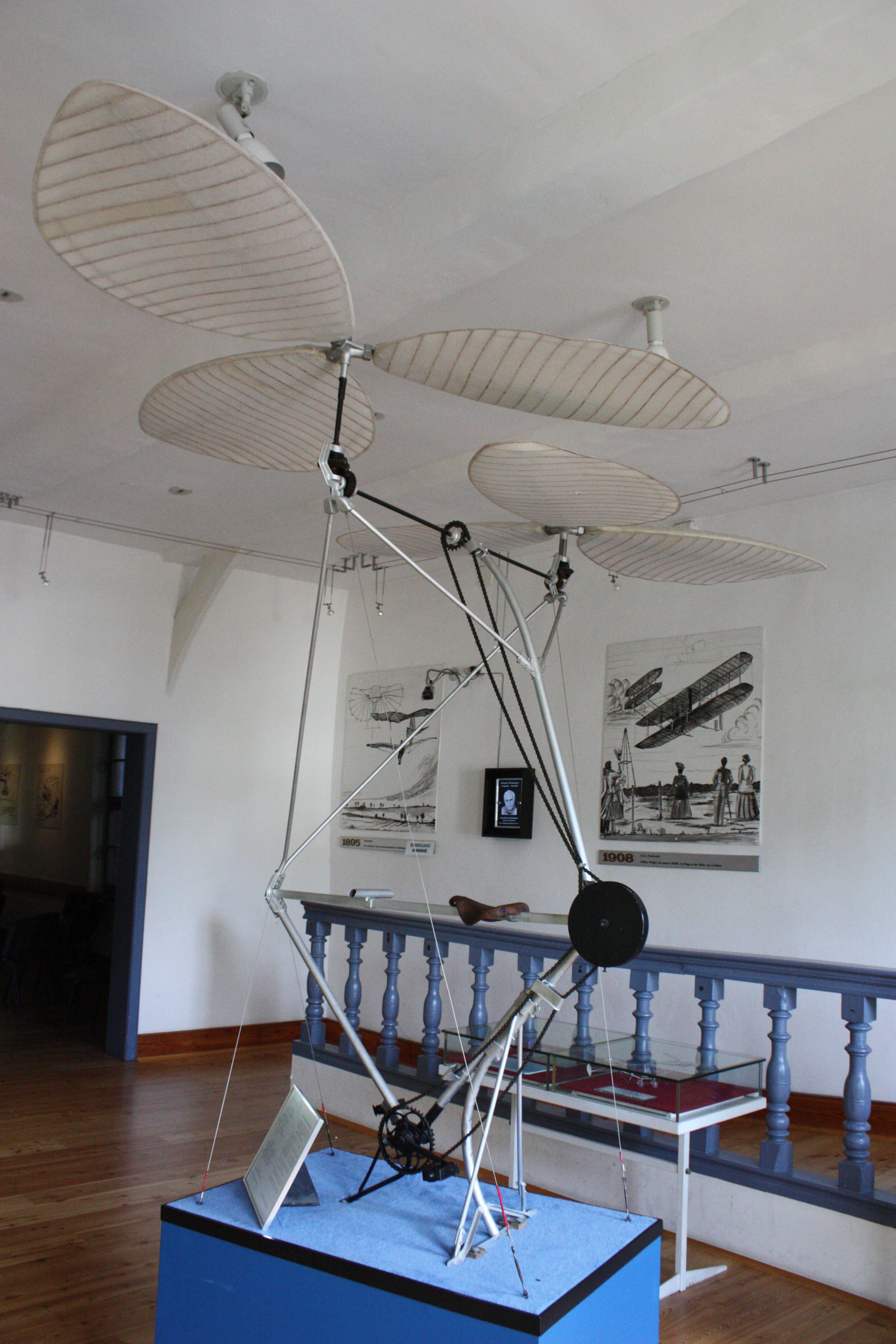
Nicht flugfähiger Pedalcopter – Deutschland 1949 (Hubschraubermuseum Bückeburg)

- Um 1490 skizzierte Leonardo da Vinci seinen „Helix Pteron“ (von altgriechisch έλιξ, helix = Wendel, und πτερόν, pteron = Flügel) genannten Entwurf einer Luftschraube.
- 1768 entwarf der französische Mathematiker Alexis-Jean-Pierre Paucton das erste Konzept, Pterophore genannt, für einen muskelkraftbetriebenen Hubschrauber mit zwei getrennten für Auftrieb und Vortrieb zuständigen Rotoren.[1][2]
- 1879 meldete Julius Griese ein hubschrauberartiges Fluggerät zum Patent an[3]. Ein Modell davon steht im Hubschraubermuseum Bückeburg

### Sikorsky-Wettbewerb
Die American Helicopter Society schrieb 1980 einen nach Igor Iwanowitsch Sikorski (englische Schreibweise: Sikorsky) benannten Wettbewerb aus. Die Bedingungen lauteten, dass es dem Piloten gelingt, den Hubschrauber für 60 Sekunden in der Luft zu halten, währenddessen einmal die Flughöhe von drei Metern zu übersteigen und dabei innerhalb eines Feldes von 10 auf 10 Metern zu bleiben. Daneben mussten noch weitere Wettbewerbsbedingungen erfüllt werden. Als Preisgeld waren zunächst 10.000 US-Dollar ausgeschrieben, die bald auf 25.000 US-Dollar erhöht wurden. Nachdem es 30 Jahre lang nicht gelungen war, das gesteckte Ziel zu erreichen, wurde das Preisgeld für den ersten Flug, der die Kriterien erfüllt, durch die Sikorsky Aircraft Corporation auf 250.000 US-Dollar erhöht. Erst im Jahr 2013 konnte ein kanadisches Team den Sikorsky-Preis gewinnen (siehe unten).

### Erste Muskelkraft-Hubschrauber

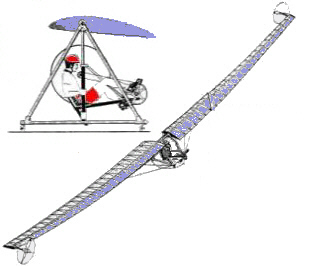
Da Vinci III (Skizze)

- 10. September 1989: Der erste durch Muskelkraft angetriebene Helikopter „Da Vinci III“ mt 1 Rotor der California Polytechnic State University flog für 7,1 Sekunden und erreichte eine Höhe von 20 cm.
- 12. Mai 2011: An der Universität Maryland fliegt der Muskelkraft-Quadrokopter „Gamera (I)“ mit kombiniertem Hand- und Fuß-Pedalantrieb 4,2 Sekunden.
- 31. Juli 2011: Die Biologiestudentin Judy Wexler fliegt mit „Gamera (I)“ 11,4 Sekunden und stellt einen neuen Rekord auf.
- 21. Juni 2012: Studenten der Universität Maryland erhöhen mit dem Quadrokopter „Gamera II“ mit nun konischen Rotorblättern den Rekordwert für die Flugdauer auf 49,9 Sekunden.
- 13. Juni 2013: Ein kanadisches Team, bestehend aus Studenten und Mitarbeitern der University of Toronto, gewinnt mit seinem Muskelkraft-Hubschrauber den Sikorsky-Preis.[5] Ihr Quadrocopter AeroVelo Atlas erreicht in einer Sporthalle in Vaughan (Ontario) eine Flugdauer von 64 Sekunden. Der Hubschrauber mit vier Rotoren wird über Fahrradkurbeln angetrieben und ist so groß wie ein halbes Fußballfeld. Der Athlet Todd Reichert erreichte im dritten Versuch nach 10 Sekunden die geforderte Flughöhe von 3 Metern und hielt das Gerät für 64 Sekunden in der Luft; die maximale Flughöhe war 3,3 m.[6]